# Брауэр, Лео
Ле́о Бра́уэр (полное имя — Хуан Леовихильдо Брауэр Мескида, исп. Juan Leovigildo Brouwer Mezquida; род. 1 марта 1939, Гавана) — кубинский композитор, гитарист и дирижёр.

## Биография
В 1953 году начал обучаться игре на гитаре у Исаака Никола, в 1955 году состоялось его первое сольное выступление. В том же году Брауэр самостоятельно начал сочинять первые произведения (Музыка для гитары, струнных и ударных и Первая сюита для гитары), опубликованные год спустя. За успехи в исполнительстве в 1959 году музыкант получил грант на обучение игре на гитаре в музыкальном департаменте Университета Хартфорда, и композиции — в Джульярдской школе музыки в Нью-Йорке. Его учителями были Исидор Фрид, Винсент Персикетти и другие выдающиеся американские педагоги своего времени. С учётом его музыкального дарования ему поступило предложение остаться в США — заниматься преподавательской деятельностью, концертировать под лейблом компании «Колумбия». Музыкант не принял этого приглашения, что было связано с обострившимися после Кубинской революции отношениями между его родиной и США. Композитор, даже не закончив учебного семестра, вернулся на Кубу.
С 1960 года Брауэр возглавлял музыкальное отделение Кубинского института искусства и киноиндустрии (исп. Instituto Cubano del Arte e Industria Cinematográficos), написал музыку более чем к 60 фильмам. В том же институте по инициативе Брауэра была основана «Группа звуковых экспериментов» (исп. Grupo de Experimentación Sonora), которую он сам и возглавил. Среди учеников Брауэра — Сильвио Родригес и другие известные деятели современной кубинской музыки. С 1960 по 1968 год Брауэр работал музыкальным консультантом на Гаванском радио, а также преподавал контрапункт и композицию в Гаванской консерватории.
Вместе с Хуаном Бланко и Карлосом Фариньясом Брауэр стоял у истоков кубинского музыкального авангарда 1960-х годов. Он также был председателем оргкомитета знаменитого Гаванского конкурса-фестиваля гитаристов, проводящегося раз в два года, а с 1981 года возглавлял Симфонический оркестр Гаваны. Брауэр неоднократно дирижировал Берлинским филармоническим оркестром, а также Симфоническим оркестром Кордовы в Испании, который был создан с его помощью. Брауэр — член Берлинской академии искусств, ЮНЕСКО, Академии изящных искусств в Гранаде, имеет степень honoris causa Кубинского высшего института искусств. За вклад в развитие кубинской и мировой музыки Брауэр награждён орденом Феликса Варелы — высшей кубинской наградой в области культуры.
Ибероамериканская премия Томаса Луиса де Виктория (2010).

## Сочинения
Творчество Брауэра традиционно принято делить на три периода, хотя датировка каждого из них строго не определяется. Виктория Родригес, автор статьи о композиторе для Музыкального словаря Гроува, устанавливает следующие временные рамки:
- Первый период, «национальный», с 1955 по 1962 год. Пьесы Брауэра этого времени разрабатывают классические формы (сюита танцев, сонатная форма, вариации), насыщены влиянием кубинского фольклора. Некоторые из них переосмысляют наследие других латиноамериканских композиторов, например, Эмилио Грене и Астора Пьяццоллы. К примерам можно отнести:
  - Dos temas populares cubanos для гитары соло (1956; две пьесы. Canción de cuna, по мелодии Грене, и Ojos Brujos, по криолье Гонсало Роига)
  - Dos bocetos для фортепиано соло (1956)
  - Homenaje a Manuel de Falla, для флейты, гобоя, кларнета и гитары (1957)
  - Tres danzas concertantes для гитары и струнного оркестра (1958)
  - Elegía a Jesús Menéndez для хора и оркестра (1960)
  - Соната для виолончели соло (1960)
  - Струнный квартет № 1 Cuarteto de cuerdas num. 1 — a la memoria de Bela Bártok (1961)
  - Tres piezas latinoamericanas для гитары соло (1962; три пьесы. Danza del Altiplano, Canción Triste по мелодии Карлоса Гуаставино, и Tango по мелодии Пьяццоллы)
- Второй период, «авангардный», с 1962 по 1977 год. В произведениях этого периода часты элементы алеаторики, расширенные техники исполнения, отход от традиционного понимания мелодии и гармонии. В эти годы Брауэр часто экспериментирует с инструментами, пишет пьесы для подготовленного фортепиано и для акустических инструментов в сопровождении электронной дорожки. Некоторые сочинения этого периода:
  - Sonograma I для подготовленного фортепиано (1963)
  - Sonograma II для оркестра (1964)
  - Elogio de la Danza для гитары соло (1964)
  - Canticum для гитары соло (1968)
  - Exaedros I—II для 6 инструментов или любой группы инструментов, количеством кратных шести (1969)
  - Exaedros III для перкуссиониста и двух оркестровых групп (1970)
  - Sonata `pian e forte для фортепиано и электронной дорожки (1970)
  - La Espiral Eterna для гитары соло (1971)
  - Parábola для гитары соло (1973)
  - Tarantos для гитары соло (1974)
- Третий период, с конца 1970-х годов и по настоящее время: возврат к мелодическому началу и фольклорным влияниям. После травмы руки, полученной в начале 1980-х, Брауэр прекращает активную концертную деятельность. Это даёт ему возможность уделять больше времени композиции и реализовывать масштабные проекты. Пожалуй, одним из главных достижений композитора становится большая серия из 11 концертов для гитары с оркестром, десять из которых были написаны уже после 1980 года. Среди других сочинений этого периода — пять фортепианных трио, многочисленные пьесы для других камерных составов и целый ряд масштабных сочинений для гитары соло. Несколько примеров:
  - El Decamerón Negro для гитары соло (1981)
  - Preludios Epigramáticos No. 1-6 для гитары соло (1981)
  - La región más transparente для флейты и фортепиано (1982)
  - Variations on a Theme of Django Reinhardt для гитары соло (1984)
  - Соната для гитары соло, посвящённая Джулиану Бриму (1990)
  - Lamento por Rafael Orozco для кларнета и струнного оркестра (1996)
  - Paisajes, retratos y mujeres для флейты, альта и гитары (1997)
  - Los pasos perdidos для контрабаса и перкуссии (1999)
  - Viaje a la Semilla для гитары соло (2000)
  - цикл сонат: Sonata del Caminante (2007), Sonata del Decamerón Negro (2012), Sonata del Pensador (2013) для гитары соло и Sonata de Los Viajeros (2009) для двух гитар
  - Mitología de las Aguas для флейты и гитары (2009)

Полный список гитарных концертов Брауэра выглядит следующим образом:
- Концерт № 1 для гитары с оркестром (1972)
- Концерт № 2 для гитары с оркестром (1981; Concierto de Lieja)
- Концерт № 3 для гитары с оркестром (1986; Concierto Elegaico)
- Концерт № 4 для гитары с оркестром (1987; Concierto de Toronto)
- Концерт № 5 для гитары с оркестром (1991-92; Concierto de Helsinki)
- Концерт № 6 для гитары с оркестром (1997; Concierto de Volos)
- Концерт № 7 для гитары с оркестром (1998; Concierto de La Habana)
- Концерт № 8 для хора, гитары и оркестра (1999; Concierto Cantata de Perugia)
- Концерт № 9 для гитары с оркестром (2002; Concierto de Benicassim)
- Концерт № 10 для двух гитар и оркестра (2003; Book of Signs)
- Концерт № 11 для гитары с оркестром (2007; Concierto de Requiem — In memoriam Toru Takemitsu)